# Cantonul Lussan
Cantonul Lussan este un canton din arondismentul Nîmes, departamentul Gard, regiunea Languedoc-Roussillon, Franța.

## Comune
- Belvézet
- Fons-sur-Lussan
- Fontarèches
- La Bastide-d'Engras
- La Bruguière
- Lussan (reședință)
- Pougnadoresse
- Saint-André-d'Olérargues
- Saint-Laurent-la-Vernède
- Saint-Marcel-de-Careiret
- Vallérargues
- Verfeuil